# Modelo de Markov
Na teoria da probabilidade, um modelo de Markov é um modelo estocástico usado para modelar sistemas de mudança pseudo-aleatória. Presume-se que os estados futuros do sistema dependem apenas do estado atual, não dos eventos que ocorreram antes dele (ou seja, presume a propriedade de Markov). Geralmente, essa suposição permite raciocínio e computação com o modelo que, de outra forma, seria intratável. Por esta razão, nas áreas de modelagem preditiva e previsão probabilística, é desejável que um determinado modelo exiba a propriedade de Markov.

## Introdução
Existem quatro modelos de Markov usados em diferentes situações, dependendo se cada estado sequencial é observável ou não, e se o sistema deve ser ajustado com base nas observações:
|                        | O estado do sistema é totalmente observável | O estado do sistema é parcialmente observável         |
| ---------------------- | ------------------------------------------- | ----------------------------------------------------- |
| O sistema é autônomo   | cadeia de Markov                            | Modelo oculto de Markov                               |
| O sistema é controlado | processo de decisão de Markov               | Processo de decisão de Markov parcialmente observável |

## Cadeia de Markov
O modelo de Markov mais simples é a cadeia de Markov . Ele modela o estado de um sistema com uma variável aleatória que muda ao longo do tempo. Nesse contexto, a propriedade de Markov sugere que a distribuição dessa variável depende apenas da distribuição de um estado anterior. Um exemplo de uso de uma cadeia de Markov é a cadeia de Markov Monte Carlo.

## Modelo oculto de Markov
Um modelo oculto de Markov é uma cadeia de Markov para a qual o estado é apenas parcialmente observável ou observável com ruído. Em outras palavras, as observações estão relacionadas ao estado do sistema, mas normalmente são insuficientes para determinar seu estado com precisão. 

## Processo de decisão de Markov
Um processo de decisão de Markov é uma cadeia de Markov na qual as transições de estado dependem do estado atual do sistema e de um vetor de ação aplicado ao sistema. Um processo de decisão de Markov é geralmente empregado para calcular um plano de ações que maximizará alguma utilidade em relação às recompensas esperadas.

## Processo de decisão de Markov parcialmente observável
Um processo de decisão de Markov parcialmente observável (PDMPO) é um processo de decisão de Markov no qual o estado do sistema é observado apenas parcialmente. Os PDMPOs são conhecidos por serem NP-completos, mas técnicas de aproximação recentes os tornaram úteis para uma variedade de aplicações, como controlar agentes simples ou robôs. 